# Homerův nepřítel
Homerův nepřítel (v anglickém originále Homer's Enemy) je 23. díl 8. řady (celkem 176.) amerického animovaného seriálu Simpsonovi. Scénář napsal John Swartzwelder a díl režíroval Jim Reardon. V USA měl premiéru dne 4. května 1997 na stanici Fox Broadcasting Company a v Česku byl poprvé vysílán 27. dubna 1999 na stanici ČT1.
Zápletka se točí kolem Franka Grimese, nového pracovníka v jaderné elektrárně. Homer se pokouší s Frankem spřátelit, avšak ten jej začne nenávidět a prohlásí se za Homerova nepřítele. Ve vedlejší dějové linii Bart vlastní starou továrnu, kterou koupil za dolar v dražbě.
Homerův nepřítel je jedním z nejtemnějších, ale také nejpopulárnějších dílů Simpsonových a je také oblíbený u mnoha tvůrců seriálu, například Billa Oakleyho, Joshe Weinsteina a Matta Groeninga, stejně jako u Rickeyho Gervaise, tvůrce seriálu Kancl. Ačkoliv se Grimes objevil pouze v tomto díle, zvolila jej IGN jednou z pětadvaceti nejlepších vedlejších postav seriálu.

## Děj
V pořadu Kentovi lidé je představen osud Franka Grimese; „člověka, který musel trpět pro vše, co v životě získal.“ Ředitele jaderné elektrárny pana Burnse se Grimesův životní příběh dotkne a nařídí svému asistentu Smithersovi, aby Grimese najal jako výkonného viceprezidenta. Druhého dne však Burns zhlédne podobný pořad o psím hrdinovi a rozhodne se jmenovat výkonným viceprezidentem jej. Grimes je přeřazen do sektoru 7G, kde má pracovat spolu s Homerem, Lennym a Carlem. Grimes si okamžitě Homera znelíbí pro jeho neomalené chování, nízkou kulturu bezpečnosti práce a naprostou nezodpovědnost.
Ve vedlejší dějové linii mezitím Bart navštíví místní radnici, kde se zúčastní dražby a za dolar koupí starou továrnu na adrese 35 Industrial Way. Bart zde zaměstná Milhouse jako nočního hlídače, a když se druhý den vrátí, zjistí, že se továrna zřítila.
Grimes začíná být čím dál tím více naštvaný na Homera kvůli jeho výstřelkům jako je pojídání Grimesova oběda, okusování tužek s Grimesovým jménem a naprostým ignorováním všech bezpečnostním předpisů. I přes svou zlost na Homera, mu Grimes zabrání ve vypití láhve s kyselinou, kterou Homerovi na poslední chvíli vyrazí z ruky, přičemž láhev narazí na zeď, a kyselina ji tak zcela zničí. Toho si všimne pan Burns, který zrovna prochází okolo se svým novým výkonným viceprezidentem a obviní Grimese z toho, že zničil jeho zeď a rozlil jeho drahocennou kyselinu. Rozhodne se dát mu ještě jednu šanci, ale se sníženým platem a postavením. Naštvaný Grimes vejde do Homerovy pracovny a oznámí mu, že od této chvíle je jeho nepřítelem.
Homer se pokusí s Grimesem usmířit, a tak jej pozve k sobě domů na večeři. Ta však jen posílí Grimesovu frustraci, když uvidí, že Homer má velký dům, krásnou ženu, tři děti, přičemž Bart vlastní továrnu a na večeři jí humry, kteří ve skutečnosti byli připraveni jako slavností chod právě kvůli jeho návštěvě. Grimes nazve Homera podvodníkem a rozzlobený odejde. Další den se Homer pokusí získat Grimesovu přízeň hraním si na vzorného zaměstnance, ale ani to nevyjde. Grimes si na Homera stěžuje Lennymu a Carlovi, ale ti mu odpovídají, že podle nich je Homer fajn chlapík. Grimes prohlásí, že by byl šťastný, kdyby se mu podařilo dokázat, že Homer je mentálně na úrovni šestiletého dítěte. V Homerově pracovně nastraží pozvánku na dětskou soutěž týkající se jaderné elektrárny, ze které ovšem odstraní veškeré zmínky o tom, že jde o soutěž pro děti, čímž chce dosáhnout toho, aby se Homer ztrapnil před všemi pracovníky elektrárny. Ke Grimesově rozhořčení však Homer soutěž vyhraje. Pan Burns předá Homerovi první cenu a ten se také dočká potlesku od všech pracovníků kromě Grimese.
Grimese popadne amok a začne zmateně pobíhat po elektrárně. Prohlásí, že je Homer Simpson, a že tudíž nepotřebuje ochranné ruce pro práci s vysokým napětím. Dotkne se drátů s vysokým napětím a proud jej zabije. Během jeho pohřbu Homer usne a v rozespalém stavu řekne Marge, aby přepnula televizi na jiný kanál, zatímco je rakev spouštěna do hrobu.

## Výroba
S prvním nápadem přišel Bill Oakley, který navrhl, že by Homer měl mít nepřítele. Tato myšlenka se vyvinula do konceptu Homerova spolupracovníka z „reálného světa“, který by Homera buď miloval, nebo nenáviděl. Scenáristé se rozhodli pro druhou variantu, protože ta podle nich měla větší humorný potenciál. Výsledkem se stala postava Franka Grimese; muže, který musel tvrdě dřít celý život, avšak nic nezískal a je ohromen Homerovým úspěchem, který kontrastuje s jeho leností a nezodpovědností. Díl tak zobrazuje, jaké důsledky může mít práce s Homerem pro člověka se zodpovědným přístupem k povinnostem. V tomto dílu je Homer prezentován jako normální člověk a ztělesnění amerického ducha, avšak v některých scénách jsou jeho negativní vlastnosti a hloupé chování zvýrazněny. Na konci dílu je Grimes, těžce pracující a vytrvalý „opravdový americký hrdina“, odsunut do role soupeře a divák by tak měl být potěšen Homerovým vítězstvím. V rozhovoru pro fanouškovskou stránku NoHomers.net, Josh Weinstein řekl: 
| „ | Chtěli jsme udělat díl, kde by normální osoba z reálného světa vstoupila do Homerova vesmíru a musela se s tím nějak vyrovnat. Vím, že tento díl je kontroverzní, ale já ho prostě miluji. Ono to opravdu ukazuje, jak by skončil normální člověk bez smyslu pro humor, kdyby musel koexistovat s Homerem. Diskutovalo se (na HoHomers.net) o konci dílu – udělali jsme to, protože (a) to je velice vtipné a šokující, (b) máme rádi ponaučení typu „občas prostě nemůžeš vyhrát“ – celý díl je studií frustrace, a tudíž se Homer směje jako poslední, a (c) chtěli jsme ukázat, že v reálném světě by byla Homerova existence nebezpečná a život ohrožující, jak zjistil i Frank Grimes. | “ |

Frank Grimes měl být původně nakrátko ostříhaný urostlý bývalý mariňák, ale později byl utvořen podle Michaela Douglase ve filmu Volný pád a bývalého vysokoškolského spolubydlícího režiséra Jima Reardona. Josh Weinstein vyjádřil lítost nad Grimesovou smrtí hned v jeho prvním dílu a popsal jej jako „úžasnou osobnost“.

### Casting
Franka Grimese namluvil Hank Azaria, ačkoliv takovou roli by normálně namluvila některá hostující hvězda. Producenti se rozhodli pro Azariu, protože role obsahovala velké množství frustrace a vyžadovala dobrou znalost seriálu. Azaria, podle kterého měl Grimese namluvit William H. Macy, se alespoň při dabingu snažil imitovat některé Macyho charakteristiky.

## Ohlasy
Warren Martyn a Adrian Wood, autoři knihy I Can't Believe It's a Bigger and Better Updated Unofficial Simpsons Guide, popsali díl jako „jeden z nejtemnějších dílů řady, který končí opravdu deprimujícím způsobem, ale přesto je jedním z nejvtipnějších a nejchytřejších vůbec.“ V roce 2000 označil Matt Groening v článku v Entertainment Weekly díl jako svůj šestý nejoblíbenější. Tento díl patří také mezi oblíbené díly scenáristy a producenta Joshe Weinsteina, jehož oblíbenou scénou je Grimesova návštěva Homerova domu. Ricky Gervais, tvůrce seriálu Kancl, prohlásil, že Homerův nepřítel je jeho nejoblíbenější díl.
Když byl díl poprvé odvysílán, mnoho fanoušků ho považovalo za příliš temný a málo vtipný, a navíc byl podle nich Homer zobrazen jako příliš nevychovaný. Ve výsledku tak byl díl ohodnocen na The Simpsons Archive známkou B− (2,51). Producent Josh Weinstein v komentáři na DVD prohlásil, že díl považuje za jeden z nejkontroverznějších v řadě, které produkoval, protože obsahuje ostrý humor, který mnoho fanoušků nepochopilo. Weinstein zmiňuje také generační rozdíl, protože díl diváci původně rozcupovali, ale od té doby se stal populární u mnoha fanoušků, kteří se seriálem vyrostli.
V roce 2006 vydala IGN.com seznam pětadvaceti nejlepších vedlejších postav seriálu a Frank Grimes se umístil na sedmnáctém místě a byl jedinou postavou ze seznamu, která se objevila jen v jednom dílu. V roce 2007 vyhlásil Vanity Fair Homerova nepřítele sedmým nejlepším dílem seriálu Simpsonovi. John Orvted řekl, že to byl „nejtemnější díl vůbec… Vidět (Grimese) selhat a nakonec být zničen, jakmile vstoupil do Homerova světa je vtipné a uspokojující.“

## Odkaz
Frank Grimes byl později zmíněn v mnoha dílech, kde byl často zobrazen jeho hrobka, obvykle s nápisem „Grimey“ (přezdívka, kterou mu dal Homer a on sám ji nenáviděl), nebo „Homerův nepřítel“ a občas byl zmíněn i jménem. V dílu Kdo chce zabít Homera? je odhaleno, že Grimes měl syna Franka Grimese Jr., který se pokouší zabít Homera. V tomto dílu je opět ukázána Grimesova smrt. Citát šerifa Wigguma, „Ralfíku, odejdi z pódia, zlatíčko.“, je použit jako refrén v písni „Ralph Wiggum“ od Bloodhound Gangu.